# Szőlősóska
A szőlősóska (Coccoloba) a szegfűvirágúak (Caryophyllales) rendjében a keserűfűfélék (Polygonaceae) Eriogonoideae alcsaládjának egyik nemzetsége.

## Származása, elterjedése
Az alcsalád többi nemzetségéhez hasonlóan csak az Újvilágban honos, leginkább Dél-Amerika atlanti partvidékén és a Karib-tenger szigetein. Az ember egyes fajait más vidékeken is megtelepítette.

## Megjelenése, felépítése
Az egyes fajok fák vagy cserjék, változó nagy levelekkel, fürtös vagy füzéres virágokkal. Termésük bogyószerű, háromélű makk.

## Rendszertani felosztása
A nemzetség legismertebb fajai:
- Coccoloba diversifolia
- Coccoloba peltigera
- Coccoloba pubescens
- Coccoloba sintenisii
- tengeriszőlő (Coccoloba uvifera)